# Fissidens sanguineo-nervis
Fissidens sanguineo-nervis là một loài Rêu trong họ Fissidentaceae. Loài này được (Müll. Hal.) Paris mô tả khoa học đầu tiên năm 1896.